# NGC 2841
NGC 2841 is een spiraalvormig sterrenstelsel in het sterrenbeeld Grote Beer. Het hemelobject ligt 30 miljoen lichtjaar van de Aarde verwijderd en werd op 9 maart 1788 ontdekt door de Duits-Britse astronoom William Herschel.
Vanaf de Aarde gezien bevindt NGC 2841 zich schijnbaar 2 graden ten westzuidwesten van het sterrenkoppel Theta Ursae Majoris en 26 Ursae Majoris.
Vanuit de Benelux gezien kan NGC 2841, tijdens de culminatie, tot in het zenit klimmen.

## Synoniemen
- UGC 4966
- MCG 9-16-5
- ZWG 265.6
- KARA 324
- PGC 26512
- 2MASX J09220265+5058353
- H 1.205
- h 584